# Abrogation
Abrogation från latinets abrogatio, betyder "upphävande", "avskaffande", vanligen av lag eller förordning. Begreppet kan också syfta på en form av exegetik inom islam, se naskh.